# Saint-Aubin-sur-Mer (Sena Marítim)
Saint-Aubin-sur-Mer és un municipi francès situat al departament del Sena Marítim i a la regió de Normandia. L'any 2007 tenia 265 habitants.

## Demografia

### Població
El 2007 la població de fet de Saint-Aubin-sur-Mer era de 265 persones. Hi havia 112 famílies de les quals 28 eren unipersonals (8 homes vivint sols i 20 dones vivint soles), 28 parelles sense fills, 32 parelles amb fills i 24 famílies monoparentals amb fills.
La població ha evolucionat segons el següent gràfic:
Habitants censats

### Habitatges
El 2007 hi havia 235 habitatges, 114 eren l'habitatge principal de la família, 113 eren segones residències i 8 estaven desocupats. 227 eren cases i 8 eren apartaments. Dels 114 habitatges principals, 75 estaven ocupats pels seus propietaris, 31 estaven llogats i ocupats pels llogaters i 8 estaven cedits a títol gratuït; 4 tenien una cambra, 4 en tenien dues, 26 en tenien tres, 27 en tenien quatre i 53 en tenien cinc o més. 103 habitatges disposaven pel capbaix d'una plaça de pàrquing. A 52 habitatges hi havia un automòbil i a 42 n'hi havia dos o més.

### Piràmide de població
La piràmide de població per edats i sexe el 2009 era:
| Homes | Edats   | Dones |
| ----- | ------- | ----- |
| 0     | 95 o +  | 0     |
| 0     | 90 a 94 | 0     |
| 0     | 85 a 89 | 8     |
| 4     | 80 a 84 | 0     |
| 0     | 75 a 79 | 8     |
| 0     | 70 a 74 | 4     |
| 12    | 65 a 69 | 4     |
| 12    | 60 a 64 | 20    |
| 4     | 55 a 59 | 4     |
| 24    | 50 a 54 | 12    |
| 4     | 45 a 49 | 12    |
| 8     | 40 a 44 | 4     |
| 0     | 35 a 39 | 8     |
| 8     | 30 a 34 | 4     |
| 8     | 25 a 29 | 16    |
| 16    | 20 a 24 | 0     |
| 8     | 15 a 19 | 8     |
| 4     | 10 a 14 | 16    |
| 0     | 5 a 9   | 8     |
| 12    | 0 a 4   | 0     |

## Economia
El 2007 la població en edat de treballar era de 170 persones, 115 eren actives i 55 eren inactives. De les 115 persones actives 100 estaven ocupades (60 homes i 40 dones) i 15 estaven aturades (9 homes i 6 dones). De les 55 persones inactives 19 estaven jubilades, 15 estaven estudiant i 21 estaven classificades com a «altres inactius».

### Ingressos
El 2009 a Saint-Aubin-sur-Mer hi havia 115 unitats fiscals que integraven 273 persones, la mediana anual d'ingressos fiscals per persona era de 17.305 €.

### Activitats econòmiques
Dels 6 establiments que hi havia el 2007, 1 era d'una empresa de comerç i reparació d'automòbils, 3 d'empreses d'hostatgeria i restauració, 1 d'una empresa financera i 1 d'una empresa immobiliària.
Els 2 serveis als particulars que hi havia el 2009 eren restaurants.
L'any 2000 a Saint-Aubin-sur-Mer hi havia 8 explotacions agrícoles que ocupaven un total de 225 hectàrees.

## Equipaments sanitaris i escolars
El 2009 hi havia una escola elemental integrada dins d'un grup escolar amb les comunes properes formant una escola dispersa.

## Poblacions més properes
El següent diagrama mostra les poblacions més properes.